# Юнона и павлин
«Юнона и павлин» (англ. Juno and the Paycock, альтернативное название англ. The Shame of Mary Boyle) — кинофильм режиссёра Альфреда Хичкока, снятый в 1930 году по одноимённой пьесе Шона О’Кейси.

## Сюжет
В одном из домов дублинских трущоб проживает семейство Бойл. В семье царит полная безнадёга и нищета. Мать семейства Юнона, трудолюбивая женщина, который год пытается направить на путь истинный своего мужа — пьяницу и тунеядца Джека Бойла по прозвищу Капитан. Их сын Джонни потерял руку в ирландской Войне за Независимость, а дочь Мэри пытается удачно выйти замуж. 
И вот однажды наступает день, который может всё-всё-всё перевернуть с ног на голову. Внезапно семейство получает известие: скончался их кузен, оставив Джеку Бойлу приличное наследство. Как поведут себя измождённые нищетой родственники покойного?.. С этой минуты начинается нездоровый ажиотаж нищего семейства вокруг  не полученных денег.

## В ролях
- Сара Олгуд — Юнона Бойл
- Эдвард Чепмен — Джек Бойл
- Джон Лори — Джонни Бойл
- Кэтлин О’Риган — Мэри Бойл
- Барри Фицджеральд — оратор
- Сидни Морган — «Джоксер» Дэйли
- Мэйр О’Нилл — Миссис Мэйси Мэдиган
- Дейв Моррис — Джерри Дивайн
- Джон Лонгден — Чарльз Бентам
- Деннис Уиндэм — чиновник из отдела по призыву

## Съёмочная группа
- Режиссёр: Альфред Хичкок
- Сценаристы: Шон О’Кейси (пьеса), Альфред Хичкок (адаптация), Альма Ревилль
- Оператор: Джек Э. Кокс
- Художники: Джеймс Меркант, Норман Арнольд
- Продюсер: Джон Максвелл